# Malawiya-groep
De Malawiya-groep is een neolithische cultuur die in het 5e millennium voor Christus bloeide in het oosten van het huidige Soedan en westelijk Eritrea. De cultuur is nog weinig onderzocht. Het aardewerk van deze cultuur vertoont ingedrukte geometrische patronen. Sommige vaten hebben rijen knopen als omringend motief onder de rand van het vat. Als stenen werktuigen werden klingen en schrabbers gebruikt, meestal gemaakt van hoornsteen. Op de sites van de Malawiya-groep werden antilopenbotten gevonden, maar ook veel slakkenhuizen. Er waren ook maalstenen, wat aangeeft dat steppeplanten werden verwerkt. De weinige bekende vestigingsplaatsen geven aan dat ze slechts seizoensgebonden werden bewoond.
De Malawiya-groep werd opgevolgd door de Butana-groep.